# Trichomma atrum
Trichomma atrum är en stekelart som beskrevs av Dasch 1984. Trichomma atrum ingår i släktet Trichomma och familjen brokparasitsteklar. Inga underarter finns listade i Catalogue of Life.